# یک شانس دیگر (فیلم ۱۹۸۳)
یک شانس دیگر (به انگلیسی: One More Chance) فیلمی محصول سال ۱۹۸۳ و به کارگردانی سام فرستنبرگ است. در این فیلم بازیگرانی همچون کرستی الی و جان لاموتا ایفای نقش کرده‌اند.